# Église Saint-Martin de Soilly
Pour les articles homonymes, voir Église Saint-Martin.
L'église de Soilly est une église catholique située à Dormans, en France.

## Localisation
L'église est située dans le département français de la Marne, sur la commune de Dormans sur le territoire de Soilly.

## Historique
L'église a un porche de style champenois.

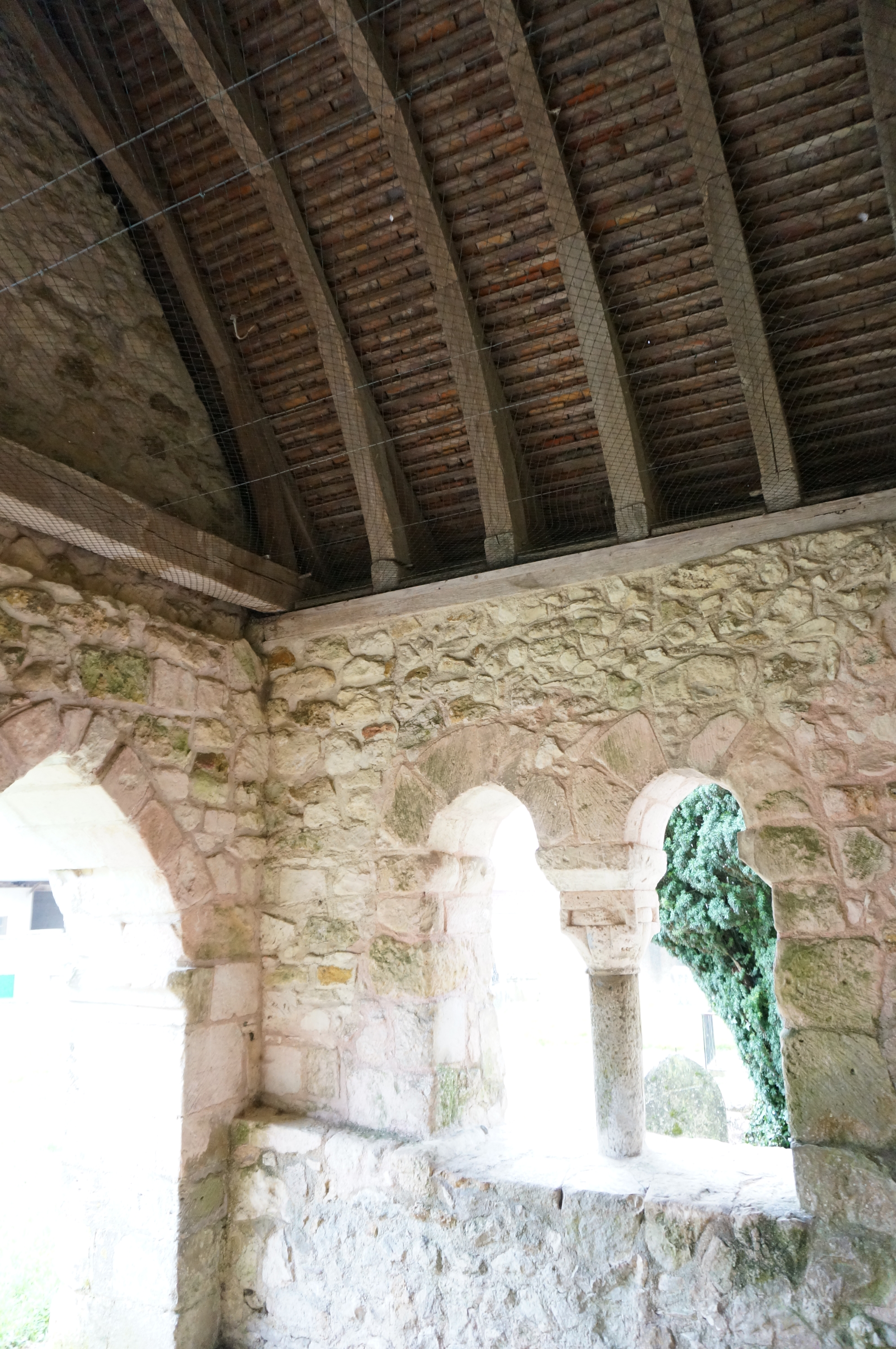
Toit du porche.
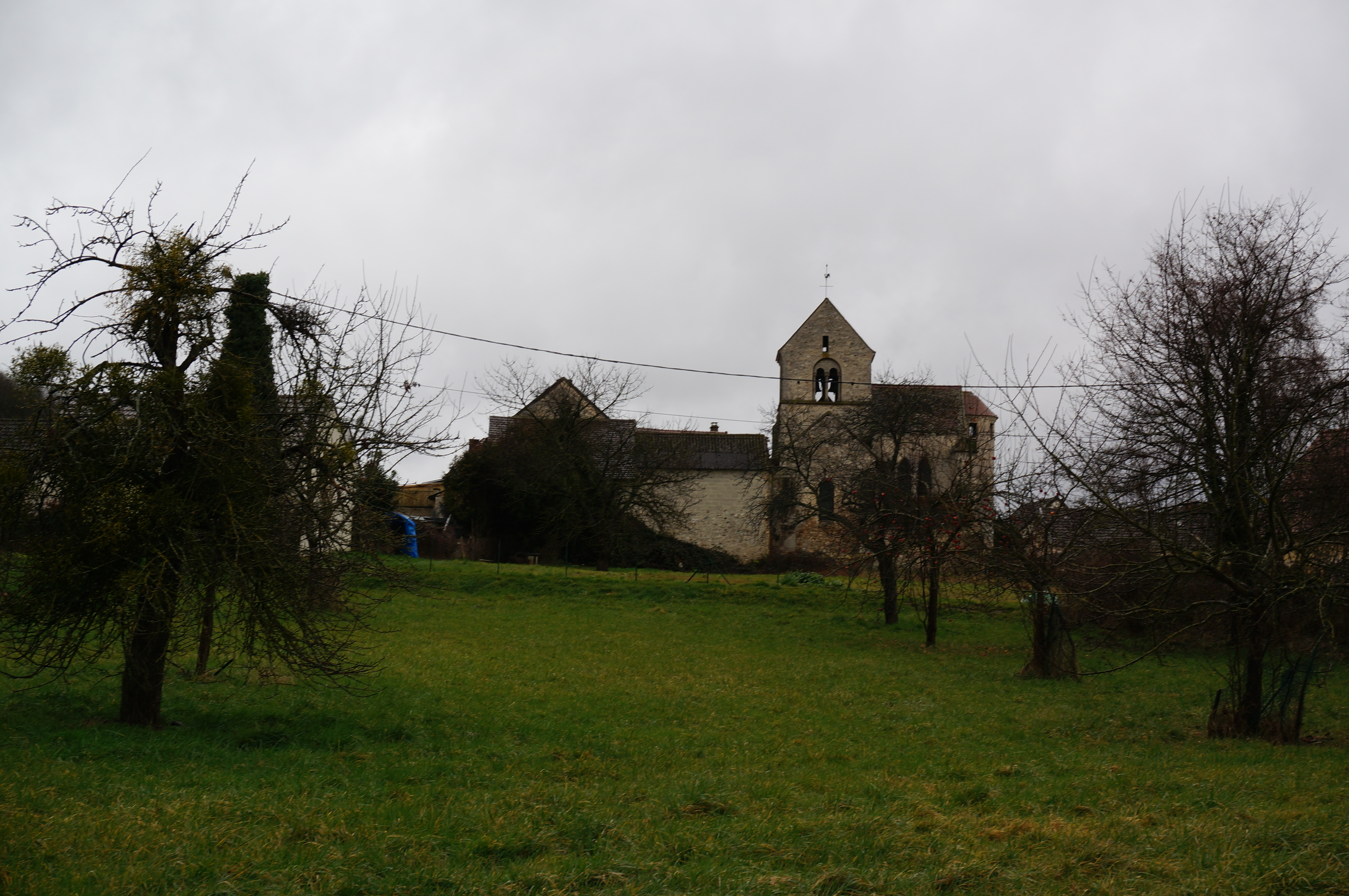
En bordure de village.